# Szaturnusz-díj a legjobb filmzenének
A legjobb filmzenének járó Szaturnusz-díjat évente adja át az Academy of Science Fiction, Fantasy & Horror Films szervezet az 1975-ös, 2. díjátadó óta.
A legtöbb díjat és jelölést John Williams kapta; huszonhárom jelölésből tíz díjat vihetett haza (beleértve egy dupla győzelmet az 1978-as, 5. díjátadón). Jerry Goldsmith és Danny Elfman (aki nyolc alkalommal nyert a kategóriában) tizenhét jelölést tudhat magáénak.

## Győztesek és jelöltek
Győztes színész
- – Oscar-nyertes mű ugyanebben a kategóriában
- – Oscarra jelölt mű ugyanebben a kategóriában
- † – posztumusz jelölés

(MEGJEGYZÉS: Az Év oszlop az adott film bemutatási évére utal, a tényleges díjátadó ceremóniát a következő évben rendezték meg.)

### 1970-es évek
| Év                      | Zeneszerző      | Zeneszerző                         | Magyar cím                    | Eredeti cím                        |
| ----------------------- | --------------- | ---------------------------------- | ----------------------------- | ---------------------------------- |
| 1973 (2. díjátadó)      |                 | Bernard Herrmann (életműdíj)       |                               |                                    |
| 1974/1975 (3. díjátadó) |                 | Rózsa Miklós (életműdíj)           |                               |                                    |
| 1976 (4. díjátadó)      |                 | David Raksin (életműdíj)           |                               |                                    |
| 1977 (5. díjátadó)      |                 | John Williams                      | Harmadik típusú találkozások  | Close Encounters of the Third Kind |
| 1977 (5. díjátadó)      | John Williams   | Star Wars IV. rész – Egy új remény | Star Wars                     |                                    |
| 1978 (6. díjátadó)      |                 | John Williams                      | Superman                      | Superman                           |
| 1978 (6. díjátadó)      | Jerry Goldsmith | A brazíliai fiúk                   | The Boys from Brazil          |                                    |
| 1978 (6. díjátadó)      | Dave Grusin     | Ép testben épp, hogy élek          | Heaven Can Wait               |                                    |
| 1978 (6. díjátadó)      | Jerry Goldsmith | A mágus – Rémisztő Love Story      | Magic                         |                                    |
| 1978 (6. díjátadó)      | Paul Giovanni   | A vesszőből font ember             | The Wicker Man                |                                    |
| 1979 (7. díjátadó)      |                 | Rózsa Miklós                       | Időről időre                  | Time After Time                    |
| 1979 (7. díjátadó)      | Ken Thorne      | Kalandok Arábiában                 | Arabian Adventure             |                                    |
| 1979 (7. díjátadó)      | John Barry      | A fekete lyuk                      | The Black Hole                |                                    |
| 1979 (7. díjátadó)      | Paul Williams   | Muppet-show                        | The Muppet Movie              |                                    |
| 1979 (7. díjátadó)      | Jerry Goldsmith | Star Trek: Csillagösvény           | Star Trek: The Motion Picture |                                    |

### 1980-as évek
| Év                       | Zeneszerző                         | Zeneszerző                                | Magyar cím                                    | Eredeti cím                 |
| ------------------------ | ---------------------------------- | ----------------------------------------- | --------------------------------------------- | --------------------------- |
| 1980 (8. díjátadó)       |                                    | John Barry                                | Valahol, valamikor                            | Somewhere in Time           |
| 1980 (8. díjátadó)       | Pino Donaggio                      | Gyilkossághoz öltözve                     | Dressed to Kill                               |                             |
| 1980 (8. díjátadó)       | Bartók Béla †                      | Ragyogás                                  | The Shining                                   |                             |
| 1980 (8. díjátadó)       | John Williams                      | Star Wars V. rész – A Birodalom visszavág | The Empire Strikes Back                       |                             |
| 1980 (8. díjátadó)       | Maurice Jarre                      | Feltámadás                                | Resurrection                                  |                             |
| 1981 (9. díjátadó)       |                                    | John Williams                             | Az elveszett frigyláda fosztogatói            | Raiders of the Lost Ark     |
| 1981 (9. díjátadó)       | Laurence Rosenthal                 | Titánok harca                             | Clash of the Titans                           |                             |
| 1981 (9. díjátadó)       | Colin Towns                        | A lány szelleme                           | Full Circle                                   |                             |
| 1981 (9. díjátadó)       | Jerry Goldsmith                    | Gyilkos bolygó                            | Outland                                       |                             |
| 1981 (9. díjátadó)       | Ken Thorne                         | Superman II.                              | Superman II                                   |                             |
| 1982 (10. díjátadó)      |                                    | John Williams                             | E. T., a földönkívüli                         | E.T. the Extra-Terrestrial  |
| 1982 (10. díjátadó)      | Basil Poledouris                   | Conan, a barbár                           | Conan the Barbarian                           |                             |
| 1982 (10. díjátadó)      | Ken Thorne                         | Az elátkozott ház                         | The House Where Evil Dwells                   |                             |
| 1982 (10. díjátadó)      | Jerry Goldsmith                    | Poltergeist – Kopogó szellem              | Poltergeist                                   |                             |
| 1982 (10. díjátadó)      | David Whitaker                     | Talen kardja – Harc a mágia ellen         | The Sword and the Sorcerer                    |                             |
| 1983 (11. díjátadó)      |                                    | James Horner                              | Agyhalál                                      | Brainstorm                  |
| 1983 (11. díjátadó)      | Charles Bernstein                  | Lélekvesztő                               | The Entity                                    |                             |
| 1983 (11. díjátadó)      | James Horner                       | Támadás a Krull bolygó ellen              | Krull                                         |                             |
| 1983 (11. díjátadó)      | John Williams                      | Star Wars VI. rész – A Jedi visszatér     | Return of the Jedi                            |                             |
| 1983 (11. díjátadó)      | James Horner                       | Gonosz lélek közeleg                      | Something Wicked This Way Comes               |                             |
| 1984 (12. díjátadó)      |                                    | Jerry Goldsmith                           | Szörnyecskék                                  | Gremlins                    |
| 1984 (12. díjátadó)      | Ralph Burns                        | Muppet-show New Yorkban                   | The Muppets Take Manhattan                    |                             |
| 1984 (12. díjátadó)      | Giorgio Moroder és Klaus Doldinger | Végtelen történet                         | The NeverEnding Story                         |                             |
| 1984 (12. díjátadó)      | Michel Colombier                   | Bíboreső                                  | Purple Rain                                   |                             |
| 1984 (12. díjátadó)      | Brad Fiedel                        | Terminátor – A halálosztó                 | The Terminator                                |                             |
| 1985 (13. díjátadó)      |                                    | Bruce Broughton                           | Az ifjú Sherlock Holmes és a félelem piramisa | Young Sherlock Holmes       |
| 1985 (13. díjátadó)      | Alan Silvestri                     | Vissza a jövőbe                           | Back to the Future                            |                             |
| 1985 (13. díjátadó)      | Maurice Jarre                      | Frankenstein menyasszonya                 | The Bride                                     |                             |
| 1985 (13. díjátadó)      | James Horner                       | Selyemgubó                                | Cocoon                                        |                             |
| 1985 (13. díjátadó)      | Andrew Powell                      | Sólyomasszony                             | Ladyhawke                                     |                             |
| 1986 (14. díjátadó)      |                                    | Alan Menken                               | Rémségek kicsiny boltja                       | Little Shop of Horrors      |
| 1986 (14. díjátadó)      | James Horner                       | Egérmese                                  | An American Tail                              |                             |
| 1986 (14. díjátadó)      | John Carpenter                     | Nagy zűr kis Kínában                      | Big Trouble in Little China                   |                             |
| 1986 (14. díjátadó)      | Howard Shore                       | A légy                                    | The Fly                                       |                             |
| 1986 (14. díjátadó)      | Jerry Goldsmith                    | Link, a majom                             | Link                                          |                             |
| 1987 (15. díjátadó)      |                                    | Alan Silvestri                            | Ragadozó                                      | Predator                    |
| 1987 (15. díjátadó)      | Christopher Young                  | Hellraiser                                | Hellraiser                                    |                             |
| 1987 (15. díjátadó)      | Bruce Broughton                    | A szörnycsapat                            | The Monster Squad                             |                             |
| 1987 (15. díjátadó)      | John Carpenter                     | A sötétség fejedelme                      | Prince of Darkness                            |                             |
| 1987 (15. díjátadó)      | J. Peter Robinson                  | Az élőholtak visszatérnek 2.              | Return of the Living Dead Part II             |                             |
| 1987 (15. díjátadó)      | John Williams                      | Az eastwicki boszorkányok                 | The Witches of Eastwick                       |                             |
| 1988 (16. díjátadó)      |                                    | Christopher Young                         | Hellraiser 2. – A pokol mezsgyéje             | Hellbound: Hellraiser II    |
| 1988 (16. díjátadó)      | Danny Elfman                       | Beetlejuice – Kísértethistória            | Beetlejuice                                   |                             |
| 1988 (16. díjátadó)      | Michael Hoenig                     | A massza                                  | The Blob                                      |                             |
| 1988 (16. díjátadó)      | Howard Shore                       | Két test, egy lélek                       | Dead Ringers                                  |                             |
| 1988 (16. díjátadó)      | John Massari                       | Gyilkos bohócok az űrből                  | Killer Klowns from Outer Space                |                             |
| 1988 (16. díjátadó)      | John Carpenter és Alan Howarth     | Elpusztíthatatlanok                       | They Live                                     |                             |
| 1988 (16. díjátadó)      | Alan Silvestri                     | Roger nyúl a pácban                       | Who Framed Roger Rabbit                       |                             |
| 1989/1990 (17. díjátadó) |                                    | Alan Silvestri                            | Vissza a jövőbe III.                          | Back to the Future Part III |
| 1989/1990 (17. díjátadó) | Alan Silvestri                     | A mélység titka                           | The Abyss                                     |                             |
| 1989/1990 (17. díjátadó) | Christopher Young                  | A légy 2.                                 | The Fly II                                    |                             |
| 1989/1990 (17. díjátadó) | Maurice Jarre                      | Ghost                                     | Ghost                                         |                             |
| 1989/1990 (17. díjátadó) | Jerry Goldsmith                    | Szörnyecskék 2. – Az új falka             | Gremlins 2: The New Batch                     |                             |
| 1989/1990 (17. díjátadó) | Jack Hues                          | A vérszomjas dada                         | The Guardian                                  |                             |
| 1989/1990 (17. díjátadó) | James Horner                       | Drágám, a kölykök összementek!            | Honey, I Shrunk the Kids                      |                             |
| 1989/1990 (17. díjátadó) | Simon Boswell                      | Szent vér                                 | Santa Sangre                                  |                             |
| 1989/1990 (17. díjátadó) | Jerry Goldsmith                    | Total Recall – Az emlékmás                | Total Recall                                  |                             |
| 1989/1990 (17. díjátadó) | Stanley Myers                      | Boszorkányok                              | The Witches                                   |                             |

### 1990-es évek
| Év                  | Zeneszerző                                                | Zeneszerző                                        | Magyar cím                    | Eredeti cím                    |
| ------------------- | --------------------------------------------------------- | ------------------------------------------------- | ----------------------------- | ------------------------------ |
| 1991 (18. díjátadó) |                                                           | Loek Dikker                                       | Gyilkos testrész              | Body Parts                     |
| 1991 (18. díjátadó) | Danny Elfman                                              | Ollókezű Edward                                   | Edward Scissorhands           |                                |
| 1991 (18. díjátadó) | Steve Bartek                                              | Villamosszék Kft.                                 | Guilty as Charged             |                                |
| 1991 (18. díjátadó) | Howard Shore                                              | A bárányok hallgatnak                             | The Silence of the Lambs      |                                |
| 1991 (18. díjátadó) | Jerry Goldsmith                                           | Egy ágyban az ellenséggel                         | Sleeping with the Enemy       |                                |
| 1991 (18. díjátadó) | Jerry Goldsmith                                           |                                                   | Warlock                       |                                |
| 1992 (19. díjátadó) |                                                           | Angelo Badalamenti                                | Twin Peaks – Tűz, jöjj velem! | Twin Peaks: Fire Walk with Me  |
| 1992 (19. díjátadó) | Alan Menken                                               | Aladdin                                           | Aladdin                       |                                |
| 1992 (19. díjátadó) | Jerry Goldsmith                                           | Elemi ösztön                                      | Basic Instinct                |                                |
| 1992 (19. díjátadó) | Alan Menken                                               | A szépség és a szörnyeteg                         | Beauty and the Beast          |                                |
| 1992 (19. díjátadó) | Wojciech Kilar                                            | Drakula                                           | Bram Stoker's Dracula         |                                |
| 1992 (19. díjátadó) | Alan Silvestri                                            | Jól áll neki a halál                              | Death Becomes Her             |                                |
| 1992 (19. díjátadó) | Hans Zimmer és Trevor Horn                                | Játékszerek                                       | Toys                          |                                |
| 1993 (20. díjátadó) |                                                           | Danny Elfman                                      | Karácsonyi lidércnyomás       | The Nightmare Before Christmas |
| 1993 (20. díjátadó) | Marc Shaiman                                              | Addams Family 2. – Egy kicsivel galádabb a család | Addams Family Values          |                                |
| 1993 (20. díjátadó) | Mark Isham                                                | Égi tűz                                           | Fire in the Sky               |                                |
| 1993 (20. díjátadó) | Graeme Revell                                             | Tökéletes célpont                                 | Hard Target                   |                                |
| 1993 (20. díjátadó) | Marc Shaiman                                              | Lelkük rajta                                      | Heart and Souls               |                                |
| 1993 (20. díjátadó) | John Williams                                             | Jurassic Park                                     | Jurassic Park                 |                                |
| 1993 (20. díjátadó) | Christopher Young                                         | Kísértet                                          | The Vagrant                   |                                |
| 1994 (21. díjátadó) |                                                           | Howard Shore                                      | Ed Wood                       | Ed Wood                        |
| 1994 (21. díjátadó) | Alan Silvestri                                            | Forrest Gump                                      | Forrest Gump                  |                                |
| 1994 (21. díjátadó) | Elliot Goldenthal                                         | Az Interjú a vámpírral                            | Interview with the Vampire    |                                |
| 1994 (21. díjátadó) | Patrick Doyle                                             | Frankenstein                                      | Mary Shelley's Frankenstein   |                                |
| 1994 (21. díjátadó) | Jerry Goldsmith                                           | Az árnyék                                         | The Shadow                    |                                |
| 1994 (21. díjátadó) | J. Peter Robinson                                         | Rémálom az Elm utcában 7.                         | Wes Craven's New Nightmare    |                                |
| 1995 (22. díjátadó) |                                                           | John Ottman                                       | Közönséges bűnözők            | The Usual Suspects             |
| 1995 (22. díjátadó) | James Horner                                              | A rettenthetetlen                                 | Braveheart                    |                                |
| 1995 (22. díjátadó) | Christopher Young                                         | Tökéletes másolat                                 | Copycat                       |                                |
| 1995 (22. díjátadó) | Hans Zimmer                                               | Az utolsó esély                                   | Crimson Tide                  |                                |
| 1995 (22. díjátadó) | Danny Elfman                                              | Stephen King: Dolores Clairborne                  | Dolores Claiborne             |                                |
| 1995 (22. díjátadó) | Howard Shore                                              | Hetedik                                           | Seven                         |                                |
| 1996 (23. díjátadó) |                                                           | Danny Elfman                                      | Támad a Mars!                 | Mars Attacks!                  |
| 1996 (23. díjátadó) | Randy Edelman                                             | Sárkányszív                                       | Dragonheart                   |                                |
| 1996 (23. díjátadó) | Danny Elfman                                              | Törjön ki a frász!                                | The Frighteners               |                                |
| 1996 (23. díjátadó) | David Arnold                                              | A függetlenség napja                              | Independence Day              |                                |
| 1996 (23. díjátadó) | Nick Glennie-Smith, Hans Zimmer és Harry Gregson-Williams | A szikla                                          | The Rock                      |                                |
| 1996 (23. díjátadó) | Jerry Goldsmith                                           | Star Trek: Kapcsolatfelvétel                      | Star Trek: First Contact      |                                |
| 1997 (24. díjátadó) |                                                           | Danny Elfman                                      | Men in Black – Sötét zsaruk   | Men in Black                   |
| 1997 (24. díjátadó) | Alan Silvestri                                            | Kapcsolat                                         | Contact                       |                                |
| 1997 (24. díjátadó) | Joseph Vitarelli                                          | Amikor nincs tízparancsolat                       | Commandments                  |                                |
| 1997 (24. díjátadó) | John Powell                                               | Ál/Arc                                            | Face/Off                      |                                |
| 1997 (24. díjátadó) | Michael Nyman                                             | Gattaca                                           | Gattaca                       |                                |
| 1997 (24. díjátadó) | David Arnold                                              | A holnap markában                                 | Tomorrow Never Dies           |                                |
| 1998 (25. díjátadó) |                                                           | John Carpenter                                    | John Carpenter: Vámpírok      | Vampires                       |
| 1998 (25. díjátadó) | George S. Clinton                                         | Vad vágyak                                        | Wild Things                   |                                |
| 1998 (25. díjátadó) | George Fenton                                             | Örökkön-örökké                                    | Ever After                    |                                |
| 1998 (25. díjátadó) | Thomas Newman                                             | Ha eljön Joe Black                                | Meet Joe Black                |                                |
| 1998 (25. díjátadó) | Trevor Rabin                                              | Armageddon                                        | Armageddon                    |                                |
| 1998 (25. díjátadó) | Hans Zimmer                                               | Egyiptom hercege                                  | The Prince of Egypt           |                                |
| 1999 (26. díjátadó) |                                                           | Danny Elfman                                      | Az Álmosvölgy legendája       | Sleepy Hollow                  |
| 1999 (26. díjátadó) | Jerry Goldsmith                                           | A múmia                                           | The Mummy                     |                                |
| 1999 (26. díjátadó) | David Newman                                              | Galaxy Quest – Galaktitkos küldetés               | Galaxy Quest                  |                                |
| 1999 (26. díjátadó) | Randy Newman                                              | Toy Story – Játékháború 2.                        | Toy Story 2                   |                                |
| 1999 (26. díjátadó) | Thomas Newman                                             | Halálsoron                                        | The Green Mile                |                                |
| 1999 (26. díjátadó) | Michael Nyman és Damon Albarn                             | Farkaséhség                                       | Ravenous                      |                                |

### 2000-es évek
| Év                  | Zeneszerző                                 | Zeneszerző                                   | Magyar cím                                             | Eredeti cím                                   |
| ------------------- | ------------------------------------------ | -------------------------------------------- | ------------------------------------------------------ | --------------------------------------------- |
| 2000 (27. díjátadó) |                                            | James Horner                                 | A Grincs                                               | Dr. Seuss' How the Grinch Stole Christmas     |
| 2000 (27. díjátadó) | James Newton Howard                        | Dínó                                         | Dinosaur                                               |                                               |
| 2000 (27. díjátadó) | Hans Zimmer és Lisa Gerrard                | Gladiátor                                    | Gladiator                                              |                                               |
| 2000 (27. díjátadó) | Jerry Goldsmith                            | Árnyék nélkül                                | Hollow Man                                             |                                               |
| 2000 (27. díjátadó) | Hans Zimmer és John Powell                 | Irány Eldorádó                               | The Road to El Dorado                                  |                                               |
| 2000 (27. díjátadó) | Tan Tun és Yo-Yo Ma                        | Tigris és sárkány                            | Crouching Tiger, Hidden Dragon                         |                                               |
| 2001 (28. díjátadó) |                                            | John Williams                                | A. I. – Mesterséges értelem                            | A.I. Artificial Intelligence                  |
| 2001 (28. díjátadó) | Howard Shore                               | A Gyűrű Szövetsége                           | The Lord of the Rings: The Fellowship of the Ring      |                                               |
| 2001 (28. díjátadó) | Angelo Badalamenti                         | Mulholland Drive – A sötétség útja           | Mulholland Drive                                       |                                               |
| 2001 (28. díjátadó) | Joseph LoDuca                              | Farkasok szövetsége                          | Brotherhood of the Wolf                                |                                               |
| 2001 (28. díjátadó) | John Powell és Harry Gregson-Williams      | Shrek                                        | Shrek                                                  |                                               |
| 2001 (28. díjátadó) | Nancy Wilson                               | Vanília égbolt                               | Vanilla Sky                                            |                                               |
| 2002 (29. díjátadó) |                                            | Danny Elfman                                 | Pókember                                               | Spider-Man                                    |
| 2002 (29. díjátadó) | Howard Shore                               | A két torony                                 | The Lord of the Rings: The Two Towers                  |                                               |
| 2002 (29. díjátadó) | John Williams                              | Különvélemény                                | Minority Report                                        |                                               |
| 2002 (29. díjátadó) | Reinhold Heil és Johnny Klimek             | Sötétkamra (film)                            | One Hour Photo                                         |                                               |
| 2002 (29. díjátadó) | Hiszaisi Dzsó                              | Chihiro Szellemországban                     | Spirited Away                                          |                                               |
| 2002 (29. díjátadó) | John Williams                              | Star Wars II. rész – A klónok támadása       | Star Wars: Episode II – Attack of the Clones           |                                               |
| 2003 (30. díjátadó) |                                            | Howard Shore                                 | A király visszatér                                     | The Lord of the Rings: The Return of the King |
| 2003 (30. díjátadó) | Thomas Newman                              | Némó nyomában                                | Finding Nemo                                           |                                               |
| 2003 (30. díjátadó) | Danny Elfman                               | Hulk                                         | Hulk                                                   |                                               |
| 2003 (30. díjátadó) | Jerry Goldsmith                            | Bolondos dallamok – Újra bevetésen           | Looney Tunes: Back in Action                           |                                               |
| 2003 (30. díjátadó) | Klaus Badelt                               | A Karib-tenger kalózai: A Fekete Gyöngy átka | Pirates of the Caribbean: The Curse of the Black Pearl |                                               |
| 2003 (30. díjátadó) | John Ottman                                | X-Men 2.                                     | X2                                                     |                                               |
| 2004 (31. díjátadó) |                                            | Alan Silvestri                               | Van Helsing                                            | Van Helsing                                   |
| 2004 (31. díjátadó) | John Williams                              | Harry Potter és az azkabani fogoly           | Harry Potter and the Prisoner of Azkaban               |                                               |
| 2004 (31. díjátadó) | Michael Giacchino                          | A Hihetetlen család                          | The Incredibles                                        |                                               |
| 2004 (31. díjátadó) | Alan Silvestri                             | Polar Expressz                               | The Polar Express                                      |                                               |
| 2004 (31. díjátadó) | Edward Shearmur                            | Sky kapitány és a holnap világa              | Sky Captain and the World of Tomorrow                  |                                               |
| 2004 (31. díjátadó) | Danny Elfman                               | Pókember 2.                                  | Spider-Man 2                                           |                                               |
| 2005 (32. díjátadó) |                                            | John Williams                                | Star Wars III. rész – A Sith-ek bosszúja               | Star Wars: Episode III – Revenge of the Sith  |
| 2005 (32. díjátadó) | James Newton Howard és Hans Zimmer         | Batman: Kezdődik!                            | Batman Begins                                          |                                               |
| 2005 (32. díjátadó) | Danny Elfman                               | Charlie és a csokigyár                       | Charlie and the Chocolate Factory                      |                                               |
| 2005 (32. díjátadó) | Patrick Doyle                              | Harry Potter és a Tűz Serlege                | Harry Potter and the Goblet of Fire                    |                                               |
| 2005 (32. díjátadó) | John Ottman                                | Durr, durr és csók                           | Kiss Kiss Bang Bang                                    |                                               |
| 2005 (32. díjátadó) | John Williams                              | Világok harca                                | War of the Worlds                                      |                                               |
| 2006 (33. díjátadó) |                                            | John Ottman                                  | Superman visszatér                                     | Superman Returns                              |
| 2006 (33. díjátadó) | David Arnold                               | Casino Royale                                | Casino Royale                                          |                                               |
| 2006 (33. díjátadó) | Trevor Rabin                               | Flyboys – Égi lovagok                        | Flyboys                                                |                                               |
| 2006 (33. díjátadó) | Douglas Pipes                              | Rém rom                                      | Monster House                                          |                                               |
| 2006 (33. díjátadó) | Tom Tykwer, Johnny Klimek és Reinhold Heil | Egy gyilkos története                        | Perfume: The Story of a Murderer                       |                                               |
| 2006 (33. díjátadó) | John Powell                                | X-Men: Az ellenállás vége                    | X-Men: The Last Stand                                  |                                               |
| 2007 (34. díjátadó) |                                            | Alan Menken                                  | Bűbáj                                                  | Enchanted                                     |
| 2007 (34. díjátadó) | Tyler Bates                                | 300                                          | 300                                                    |                                               |
| 2007 (34. díjátadó) | Mark Mancina                               | A szeretet szimfóniája                       | August Rush                                            |                                               |
| 2007 (34. díjátadó) | John Powell                                | A Bourne-ultimátum                           | The Bourne Ultimatum                                   |                                               |
| 2007 (34. díjátadó) | Nicholas Hooper                            | Harry Potter és a Főnix Rendje               | Harry Potter and the Order of the Phoenix              |                                               |
| 2007 (34. díjátadó) | Jonny Greenwood                            | Vérző olaj                                   | There Will Be Blood                                    |                                               |
| 2008 (35. díjátadó) |                                            | James Newton Howard és Hans Zimmer           | A sötét lovag                                          | The Dark Knight                               |
| 2008 (35. díjátadó) | Clint Eastwood                             | Elcserélt életek                             | Changeling                                             |                                               |
| 2008 (35. díjátadó) | Ramin Djawadi                              | A Vasember                                   | Iron Man                                               |                                               |
| 2008 (35. díjátadó) | John Powell                                | Hipervándor                                  | Jumper                                                 |                                               |
| 2008 (35. díjátadó) | Alexandre Desplat                          | Benjamin Button különös élete                | The Curious Case of Benjamin Button                    |                                               |
| 2008 (35. díjátadó) | John Ottman                                | Valkűr                                       | Valkyrie                                               |                                               |
| 2009 (36. díjátadó) |                                            | James Horner                                 | Avatar                                                 | Avatar                                        |
| 2009 (36. díjátadó) | Taro Iwashiro                              | Vörös szikla                                 | Red Cliff                                              |                                               |
| 2009 (36. díjátadó) | Christopher Young                          | Pokolba taszítva                             | Drag Me to Hell                                        |                                               |
| 2009 (36. díjátadó) | Hans Zimmer                                | Sherlock Holmes                              | Sherlock Holmes                                        |                                               |
| 2009 (36. díjátadó) | Brian Eno                                  | Komfortos mennyország                        | The Lovely Bones                                       |                                               |
| 2009 (36. díjátadó) | Michael Giacchino                          | Fel                                          | Up                                                     |                                               |

### 2010-es évek
| Év                       | Zeneszerző                      | Zeneszerző                             | Magyar cím                                | Eredeti cím                      |
| ------------------------ | ------------------------------- | -------------------------------------- | ----------------------------------------- | -------------------------------- |
| 2010 (37. díjátadó)      |                                 | Hans Zimmer                            | Eredet                                    | Inception                        |
| 2010 (37. díjátadó)      | Daft Punk                       | Tron: Örökség                          | Tron: Legacy                              |                                  |
| 2010 (37. díjátadó)      | Clint Eastwood                  | Azután                                 | Hereafter                                 |                                  |
| 2010 (37. díjátadó)      | Michael Giacchino               | Engedj be!                             | Let Me In                                 |                                  |
| 2010 (37. díjátadó)      | Gottfried Huppertz †            | Metropolis                             | Metropolis                                |                                  |
| 2010 (37. díjátadó)      | John Powell                     | Így neveld a sárkányodat               | How to Train Your Dragon                  |                                  |
| 2011 (38. díjátadó)      |                                 | Michael Giacchino                      | Super 8                                   | Super 8                          |
| 2011 (38. díjátadó)      | Michael Giacchino               | Mission: Impossible – Fantom protokoll | Mission: Impossible – Ghost Protocol      |                                  |
| 2011 (38. díjátadó)      | Howard Shore                    | A leleményes Hugo                      | Hugo                                      |                                  |
| 2011 (38. díjátadó)      | Alan Silvestri                  | Amerika Kapitány: Az első bosszúálló   | Captain America: The First Avenger        |                                  |
| 2011 (38. díjátadó)      | John Williams                   | Tintin kalandjai                       | The Adventures of Tintin                  |                                  |
| 2011 (38. díjátadó)      | John Williams                   | Hadak útján                            | War Horse                                 |                                  |
| 2012 (39. díjátadó)      |                                 | Danny Elfman                           | Frankenweenie – Ebcsont beforr            | Frankenweenie                    |
| 2012 (39. díjátadó)      | Mychael Danna                   | Pi élete                               | Life of Pi                                |                                  |
| 2012 (39. díjátadó)      | Dario Marianelli                | Anna Karenina                          | Anna Karenina                             |                                  |
| 2012 (39. díjátadó)      | Thomas Newman                   | Skyfall                                | Skyfall                                   |                                  |
| 2012 (39. díjátadó)      | Howard Shore                    | A hobbit: Váratlan utazás              | The Hobbit: An Unexpected Journey         |                                  |
| 2012 (39. díjátadó)      | Hans Zimmer                     | A sötét lovag – Felemelkedés           | The Dark Knight Rises                     |                                  |
| 2013 (40. díjátadó)      |                                 | Frank Ilfman                           | Csúnya, gonosz bácsik                     | Big Bad Wolves                   |
| 2013 (40. díjátadó)      | Danny Elfman                    | Óz, a hatalmas                         | Oz the Great and Powerful                 |                                  |
| 2013 (40. díjátadó)      | Howard Shore                    | A hobbit: Smaug pusztasága             | The Hobbit: The Desolation of Smaug       |                                  |
| 2013 (40. díjátadó)      | Brian Tyler                     | Vasember 3.                            | Iron Man 3                                |                                  |
| 2013 (40. díjátadó)      | Brian Tyler                     | Szemfényvesztők                        | Now You See Me                            |                                  |
| 2013 (40. díjátadó)      | John Williams                   | A könyvtolvaj                          | The Book Thief                            |                                  |
| 2014 (41. díjátadó)      |                                 | Hans Zimmer                            | Csillagok között                          | Interstellar                     |
| 2014 (41. díjátadó)      | Henry Jackman                   | Amerika Kapitány: A tél katonája       | Captain America: The Winter Soldier       |                                  |
| 2014 (41. díjátadó)      | Michael Giacchino               | A majmok bolygója: Forradalom          | Dawn of the Planet of the Apes            |                                  |
| 2014 (41. díjátadó)      | Alexandre Desplat               | Godzilla                               | Godzilla                                  |                                  |
| 2014 (41. díjátadó)      | Howard Shore                    | A hobbit: Az öt sereg csatája          | The Hobbit: The Battle of the Five Armies |                                  |
| 2014 (41. díjátadó)      | John Powell                     | Így neveld a sárkányodat 2.            | How to Train Your Dragon 2                |                                  |
| 2015 (42. díjátadó)      |                                 | John Williams                          | Star Wars VII. rész – Az ébredő Erő       | Star Wars: The Force Awakens     |
| 2015 (42. díjátadó)      | M. M. Keeravani                 | Báhubali - a kezdet                    | Baahubali: The Beginning                  |                                  |
| 2015 (42. díjátadó)      | Fernando Velázquez              | Bíborhegy                              | Crimson Peak                              |                                  |
| 2015 (42. díjátadó)      | Ennio Morricone                 | Aljas nyolcas                          | The Hateful Eight                         |                                  |
| 2015 (42. díjátadó)      | Tom Holkenborg                  | Mad Max – A harag útja                 | Mad Max: Fury Road                        |                                  |
| 2015 (42. díjátadó)      | Jóhann Jóhannsson               | Sicario – A bérgyilkos                 | Sicario                                   |                                  |
| 2016 (43. díjátadó)      |                                 | Justin Hurwitz                         | Kaliforniai álom                          | La La Land                       |
| 2016 (43. díjátadó)      | John Williams                   | A barátságos óriás                     | The BFG                                   |                                  |
| 2016 (43. díjátadó)      | Michael Giacchino               | Doctor Strange                         | Doctor Strange                            |                                  |
| 2016 (43. díjátadó)      | James Newton Howard             | Legendás állatok és megfigyelésük      | Fantastic Beasts and Where to Find Them   |                                  |
| 2016 (43. díjátadó)      | Thomas Newman                   | Utazók                                 | Passengers                                |                                  |
| 2016 (43. díjátadó)      | Michael Giacchino               | Zsivány Egyes – Egy Star Wars-történet | Rogue One: A Star Wars Story              |                                  |
| 2017 (44. díjátadó)      |                                 | Michael Giacchino                      | Coco                                      | Coco                             |
| 2017 (44. díjátadó)      | Ludwig Göransson                | Fekete Párduc                          | Black Panther                             |                                  |
| 2017 (44. díjátadó)      | John Debney és Joseph Trapanese | A legnagyobb showman                   | The Greatest Showman                      |                                  |
| 2017 (44. díjátadó)      | Alexandre Desplat               | A víz érintése                         | The Shape of Water                        |                                  |
| 2017 (44. díjátadó)      | John Williams                   | Star Wars VIII. rész – Az utolsó jedik | Star Wars: The Last Jedi                  |                                  |
| 2017 (44. díjátadó)      | Carter Burwell                  |                                        | Wonderstruck                              |                                  |
| 2018 (45. díjátadó)      |                                 | Marc Shaiman                           | Mary Poppins visszatér                    | Mary Poppins Returns             |
| 2018 (45. díjátadó)      | Danny Elfman                    | Dumbo                                  | Dumbo                                     |                                  |
| 2018 (45. díjátadó)      | Bear McCreary                   | Godzilla II - A szörnyek királya       | Godzilla: King of the Monsters            |                                  |
| 2018 (45. díjátadó)      | Alan Menken                     | Aladdin                                | Aladdin                                   |                                  |
| 2018 (45. díjátadó)      | Alan Silvestri                  | Bosszúállók: Végjáték                  | Avengers: Endgame                         |                                  |
| 2018 (45. díjátadó)      | Alan Silvestri                  | Ready Player One                       | Ready Player One                          |                                  |
| 2019/2020 (46. díjátadó) |                                 | John Williams                          | Star Wars IX. rész – Skywalker kora       | Star Wars: The Rise of Skywalker |
| 2019/2020 (46. díjátadó) | Ludwig Göransson                | Tenet                                  | Tenet                                     |                                  |
| 2019/2020 (46. díjátadó) | Nathan Johnson                  | Tőrbe ejtve                            | Knives Out                                |                                  |
| 2019/2020 (46. díjátadó) | Csong Dzseil                    | Élősködők                              | Kiszengcshung                             |                                  |
| 2019/2020 (46. díjátadó) | Thomas Newman                   | 1917                                   | 1917                                      |                                  |
| 2019/2020 (46. díjátadó) | Trent Reznor és Atticus Ross    | Mank                                   | Mank                                      |                                  |

### 2020-as évek
| Év                       | Zeneszerző                  | Zeneszerző                                           | Magyar cím                                         | Eredeti cím                                 |
| ------------------------ | --------------------------- | ---------------------------------------------------- | -------------------------------------------------- | ------------------------------------------- |
| 2021/2022 (50. díjátadó) |                             | Danny Elfman                                         | Doctor Strange az őrület multiverzumában           | Doctor Strange in the Multiverse of Madness |
| 2021/2022 (50. díjátadó) | Michael Abels               | Nem                                                  | Nope                                               |                                             |
| 2021/2022 (50. díjátadó) | Nicholas Britell            | Szörnyella                                           | Cruella                                            |                                             |
| 2021/2022 (50. díjátadó) | Michael Giacchino           | Batman                                               | The Batman                                         |                                             |
| 2021/2022 (50. díjátadó) | Nathan Johnson              | Rémálmok sikátora                                    | Nightmare Alley                                    |                                             |
| 2021/2022 (50. díjátadó) | Howard Shore                | A jövő bűnei                                         | Crimes of the Future                               |                                             |
| 2021/2022 (50. díjátadó) | Joel P. West                | Shang-Chi és a tíz gyűrű legendája                   | Shang-Chi and the Legend of the Ten Rings          |                                             |
| 2022/2023 (51. díjátadó) |                             | John Williams                                        | Indiana Jones és a sors tárcsája                   | Indiana Jones and the Dial of Destiny       |
| 2022/2023 (51. díjátadó) | Simon Franglen              | Avatar: A víz útja                                   | Avatar: The Way of Water                           |                                             |
| 2022/2023 (51. díjátadó) | Mark Ronson és Andrew Wyatt | Barbie                                               | Barbie                                             |                                             |
| 2022/2023 (51. díjátadó) | Alan Menken                 | A kis hableány                                       | The Little Mermaid                                 |                                             |
| 2022/2023 (51. díjátadó) | Marco Beltrami              | Renfield                                             | Renfield                                           |                                             |
| 2022/2023 (51. díjátadó) | Daniel Pemberton            | Pókember: A pókverzumon át                           | Spider-Man: Across the Spider-Verse                |                                             |
| 2023/2024 (52. díjátadó) |                             | Danny Elfman                                         | Beetlejuice Beetlejuice                            | Beetlejuice Beetlejuice                     |
| 2023/2024 (52. díjátadó) | Hans Zimmer                 | Dűne: Második rész                                   | Dune: Part Two                                     |                                             |
| 2023/2024 (52. díjátadó) | Dario Marianelli            | Szellemirtók – A borzongás birodalma                 | Ghostbusters: Frozen Empire                        |                                             |
| 2023/2024 (52. díjátadó) | James Newton Howard         | Az éhezők viadala: Énekesmadarak és kígyók balladája | The Hunger Games: The Ballad of Songbirds & Snakes |                                             |
| 2023/2024 (52. díjátadó) | John Paesano                | A majmok bolygója: A birodalom                       | Kingdom of the Planet of the Apes                  |                                             |
| 2023/2024 (52. díjátadó) | Cristobal Tapia de Veer     | Mosolyogj 2.                                         | Smile 2                                            |                                             |

## Rekordok

### Többszörös győzelmek
| 10 győzelem - John Williams 8 győzelem - Danny Elfman 3 győzelem - James Horner - Alan Silvestri - Hans Zimmer | 2 győzelem - Michael Giacchino - Alan Menken - John Ottman - Rózsa Miklós - Howard Shore |

### Többszörös jelölések
| 23 jelölés - John Williams 17 jelölés - Danny Elfman - Jerry Goldsmith 13 jelölés - Howard Shore - Alan Silvestri - Hans Zimmer 10 jelölés - Michael Giacchino 9 jelölés - James Horner 8 jelölés - John Powell | 6 jelölés - Alan Menken - Thomas Newman - Christopher Young 5 jelölés - John Ottman - James Newton Howard 4 jelölés - John Carpenter 3 jelölés - David Arnold - Alexandre Desplat - Maurice Jarre - Marc Shaiman - Ken Thorne | 2 jelölés - Rózsa Miklós - Nathan Johnson - John Barry - Bruce Broughton - J. Peter Robinson - Angelo Badalamenti - Patrick Doyle - Harry Gregson-Williams - Ludwig Göransson - Dario Marianelli - Michael Nyman - Trevor Rabin - Reinhold Heil - Johnny Klimek - Clint Eastwood - Brian Tyler |

## Fordítás
- Ez a szócikk részben vagy egészben  a   Saturn Award for Best Music című angol Wikipédia-szócikk fordításán alapul.  Az eredeti cikk szerkesztőit annak laptörténete sorolja fel. Ez a jelzés csupán a megfogalmazás eredetét és a szerzői jogokat jelzi, nem szolgál a cikkben szereplő információk forrásmegjelöléseként.